# Orimarga (Orimarga) lactipennis
Orimarga (Orimarga) lactipennis is een tweevleugelige uit de familie steltmuggen (Limoniidae). De soort komt voor in het Oriëntaals gebied.